# Ampulex cyanipes
Ampulex cyanipes là một loài côn trùng cánh màng trong họ Ampulicidae, thuộc chi Ampulex. Loài này được Westwood miêu tả khoa học đầu tiên năm 1841.